# Шарліз Терон

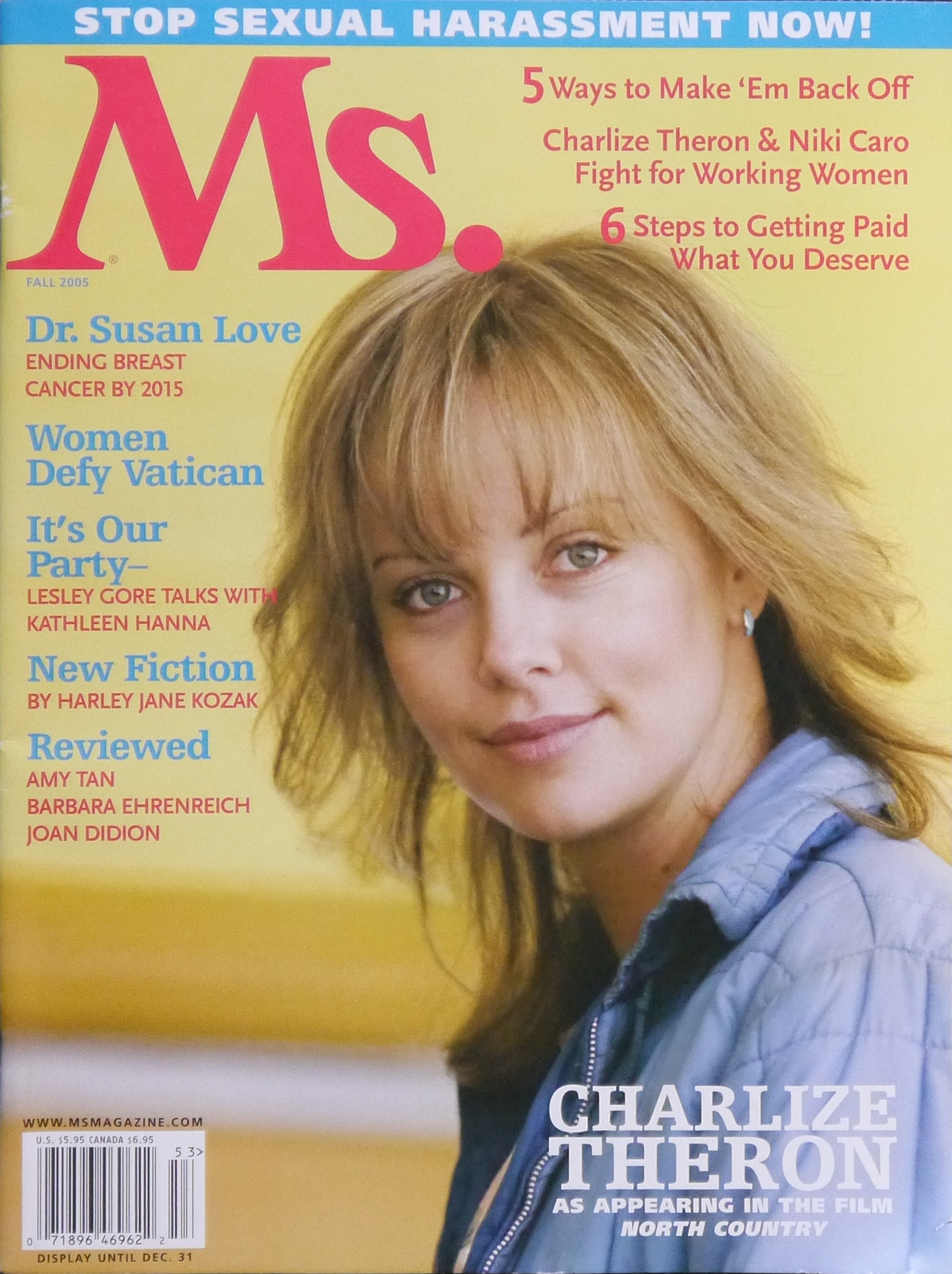
Терон на обкладинці журналу Ms. (2005) у зв'язку з роботою в феміністичній стрічці Нікі Каро Північна країна (фільм)

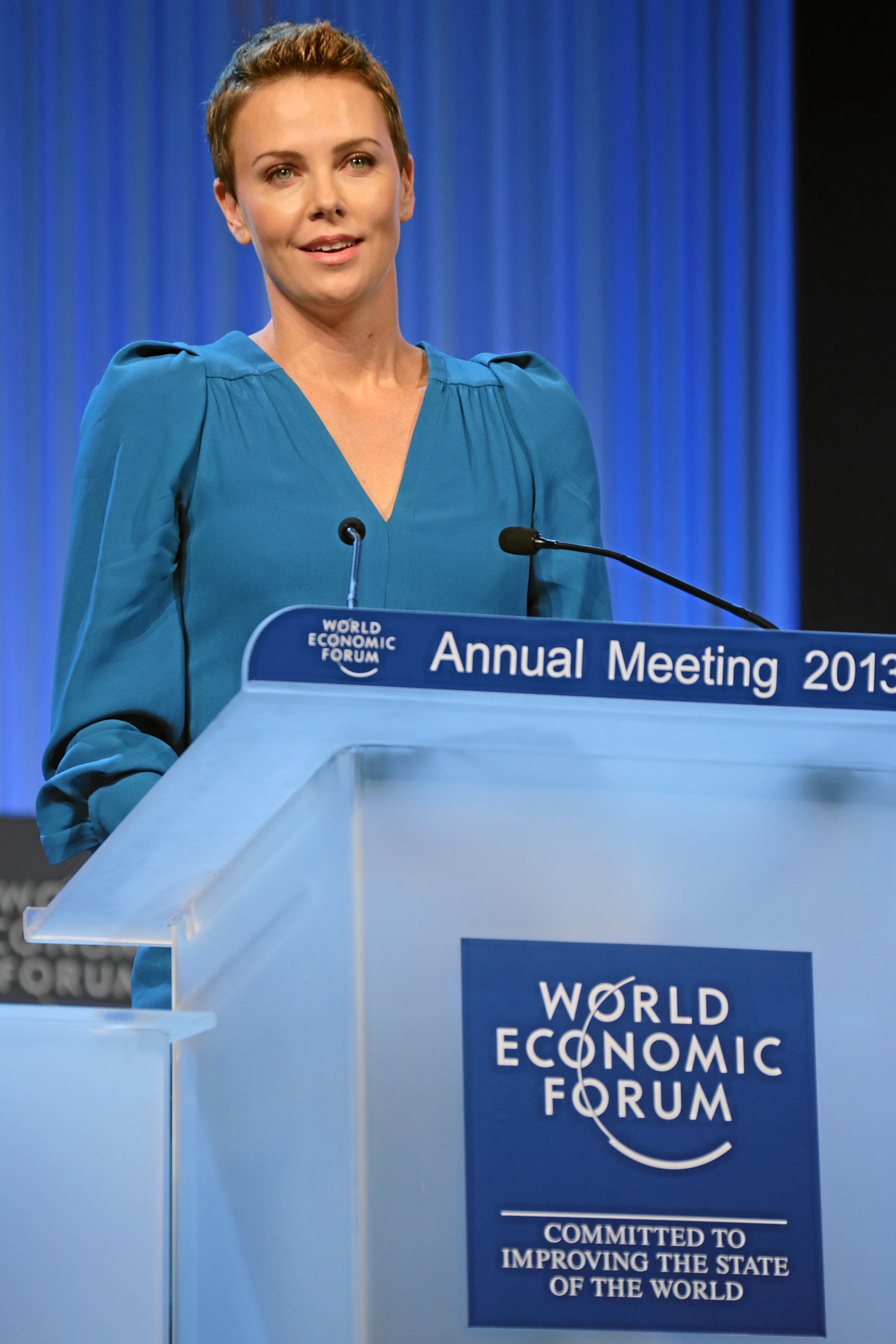
Виступ на Всесвітньому економічному форумі, 2013

Шарлі́з Те́рон (англ. Charlize Theron, [ʃɐrˈlis tron] (афр.) / [ʃɑːrˈliːz ˈθɛrən] (англ.); нар. 7 серпня 1975, Беноні, ПАР) — американська акторка кіно, телебачення та озвучення південноафриканського походження, феміністська продюсерка, фотомодель, колишня балерина. Також благодійниця, активістка прав ЛГБТ та ВІЛ/СНІД-активістка. Одна з найоплачуваніших акторок світу, володарка багатьох нагород, серед яких «Оскар» (2004), Премія Гільдії кіноакторів, «Золотий глобус». Одна зі 100 найвпливовіших людей світу за версією Тайм (2016).
З початку 2000-х, Терон займається кіновиробництвом зі своєю компанією Denver and Delilah Productions. Спродюсувала численні фільми, у багатьох з яких виконала головну роль, зокрема «Палаюча рівнина» (2008), «Темні місця» (2015) і «Божевільна парочка» (2019). Удостоєна звання кінозірки на Голлівудській алеї слави.
Серед найвідоміших робіт — фільми «Північна країна» (2006), імператорка Фуріоза в фільмі «Шалений Макс: Дорога гніву» (2015) (удостоєна нагороди Сатурн як найкраща акторка), «Таллі» (2018), «Стара гвардія» (2020).

## Життєпис
Народилася 7 серпня 1975 в Беноні, ПАР, єдиною дочкою у родині африканерів-будівельників Ґерди (до шлюбу Маріц, Maritz) та Шарля Терона. Її предки були з Данії, Франції та Німеччини. Прізвище Терон окситанське, і на африкаанс, яка є її першою мовою, звучить як [trɔn].
Росла на фермі батьків у Беноні, біля Йоганнесбурга, відвідувала Початкову школу Путфонтейн (Laerskool Putfontein). У дитинстві часто хворіла жовтяницею, а через антибіотики, які їй вводили, верхні різці псувались і їх довелося видалити (вони виросли лише в десять років). В 13 відіслана в школу-інтернат і почала навчатися в Національній школі мистецтв Йоганнесбурга.
21 червня 1991 року, коли Шарліз було 15, її батько, алкоголік, напав на неї і матір, стріляючи в них обох з пістолета. Мати дістала власний пістолет і, захищаючись, застрелила його. Суд виправдав це як необхідну самооборону.
У 16 років Терон перемогла у відбірковому конкурсі, отримала річний контракт з модельним агентством та переїхала в Мілан. Дія контракту закінчилася, коли Терон була в Нью-Йорку, і вона вступила до балетної школи Joffrey Ballet School. Проте травма коліна змусила відмовитися від балетної кар'єри. Терон переїхала до Лос-Анджелеса, збираючись стати акторкою. Зустрічалася з актором Craig Bierko (1995-1997), співаком Стівеном Дженкінзом (1998-2001), актором Стюартом Тавнсендом (2001-2009), актором Шоном Пенном (2013-2015).
У 2007 році Терон отримала американське громадянство, зберігши громадянство Південної Африки. Живе в Лос-Анджелесі.

## Кар'єра
Дебютувала в кіно епізодичною німою роллю в direct-to-video фільмі «Діти кукурудзи 3: Міські жнива». У 1997 році зіграла у фільмі «Адвокат диявола» з Аль Пачіно і Кіану Рівзом. У 1998 році зіграла головну роль у стрічці «Могутній Джо Янг», у 1999 році знялася в фантастичному фільмі «Дружина астронавта» з Джонні Деппом і «Правилах виноробів» — екранізації романа Джона Ірвінга.
У 2004 отримала «Оскар» в номінації найкраща жіноча роль за роль серійної вбивці Ейлін Ворнос у фільмі «Монстр» (для зйомок набрала 15 кілограмів). У 2005 зіграла в екранізації мультсеріалу MTV «Еон Флакс».

## Особисте життя
У травні 2007 року Терон стала натуралізованою громадянкою США, при цьому зберігши громадянство ПАР.
Терон має двох прийомних дітей. У 2012 році вона усиновила хлопчика, який отримав ім'я Джексон, а у 2015 році дівчинку, яка отримала ім'я Огаст. У квітні 2019 року Терон розповіла, що її старша дитина, Джексон, є трансгендерною дівчинкою.
Терон живе у Лос-Анджелесі, штат Каліфорнія.

### Відносини
У 1990-х років Терон мала відносини протягом двох років із актором Крейгом Бірко. З 1997 по 2001 рік вона зустрічалася з музикантом Стівеном Дженкінс, солістом групи Third Eye Blind.
Після знайомства на зйомках фільму "24 години" (2002) Терон почала зустрічатися з актором Стюартом Таунсендом. Вони жили в Лос-Анджелесі та Ірландії. Терон та Таусенд розлучилися у січні 2010 року.
У грудні 2013 року Терон почала зустрічатися з актором Шоном Пенном.
У грудні 2014 року пара оголосила про заручини, однак у червні 2015 року Терон і Пенн розлучилися.

## Фільмографія

### Фільми
| Рік  |    | Українська назва                          | Оригінальна назва                           | Роль                       |
| ---- | -- | ----------------------------------------- | ------------------------------------------- | -------------------------- |
| 1995 | в  | Діти кукурудзи 3: Міські жнива            | Children of the Corn III: Urban Harvest     | послідовниця Ілая          |
| 1996 | ф  | Два дні в долині                          | 2 Days in the Valley                        | Гельда Свельген            |
| 1996 | ф  | Те, що ти робиш!                          | That Thing You Do!                          | Тіна                       |
| 1997 | тф | Секрети Голлівуду                         | Hollywood Confidential                      | Саллі                      |
| 1997 | ф  | Процес та помилка                         | Trial and Error                             | Біллі Тайлер               |
| 1997 | ф  | Адвокат Диявола                           | The Devil's Advocate                        | Енн Ломакс Мері            |
| 1998 | ф  | Знаменитість                              | Celebrity                                   | супермодель                |
| 1998 | ф  | Могутній Джо Янг                          | Mighty Joe Young                            | Джилл Янг                  |
| 1999 | ф  | Дружина астронавта                        | The Astronaut's Wife                        | Джилліан Армакост          |
| 1999 | ф  | Правила виноробів                         | The Cider House Rules                       | Кенді Кендал               |
| 2000 | ф  | Азартні ігри                              | Reindeer Games                              | Ешлі Мерсер                |
| 2000 | ф  | Ярди                                      | The Yards                                   | Еріка Штольц               |
| 2000 | ф  | Військовий нирець                         | Men of Honor                                | Гвен Сандей                |
| 2000 | ф  | Легенда Багера Ванса                      | The Legend of Bagger Vance                  | Адель Інвергордон          |
| 2001 | ф  | Солодкий листопад                         | Sweet November                              | Сара Дівер                 |
| 2001 | ф  | 15 хвилин                                 | 15 Minutes                                  | Роза Герн                  |
| 2001 | ф  | Прокляття нефритового скорпіона           | The Curse of the Jade Scorpion              | аура Кенсінгтон            |
| 2002 | ф  | 24 години                                 | Trapped                                     | Карен                      |
| 2002 | ф  | Прокинувшись у Ріно                       | Waking Up in Reno                           | Кенді Кіркендейлл          |
| 2003 | ф  | Пограбування по-італійськи                | The Italian Job                             | Стелла Бріджер             |
| 2003 | ф  | Монстр                                    | Monster                                     | Ейлін Ворнос               |
| 2004 | ф  | Життя і смерть Пітера Селлерса            | The Life and Death of Peter Sellers         | Брітт Екланд               |
| 2004 | ф  | Голова в хмарах                           | Head in the Clouds                          | Гільда Бессе               |
| 2005 | ф  | Північна країна                           | North Country                               | Джозі Еймс                 |
| 2005 | ф  | Еон Флакс                                 | Æon Flux                                    | Еон Флакс                  |
| 2007 | ф  | У долині Ела                              | In the Valley of Elah                       | детектив Емілі Сандерс     |
| 2007 | ф  | Битва у Сіетлі                            | Battle in Seattle                           | Елла                       |
| 2008 | ф  | Лунатизм                                  | Sleepwalking                                | Джолін                     |
| 2008 | ф  | Хенкок                                    | Hancock                                     | Мері Ембрі                 |
| 2008 | ф  | Палаюча рівнина                           | The Burning Plain                           | Сільвія                    |
| 2009 | ф  | Дорога                                    | The Road                                    | Дружина                    |
| 2009 | мф | Астробой                                  | Astro Boy                                   | оповідачка (голос)         |
| 2010 | кф |                                           | Brandon Flowers: Crossfire                  | Героїня                    |
| 2011 | ф  | Бідна багата дівчинка                     | Young Adult                                 | Мевіс Гері                 |
| 2012 | ф  | Прометей                                  | Prometheus                                  | Мерідіт Вікерс             |
| 2012 | ф  | Білосніжка та мисливець                   | Snow White & the Huntsman                   | Королева Равенна           |
| 2014 | ф  | Мільйон способів втратити голову          | A Million Ways to Die in the West           | Анна                       |
| 2015 | ф  | Темні місця                               | Dark Places                                 | Ліббі Дей                  |
| 2015 | ф  | Шалений Макс: Дорога гніву                | Mad Max: Fury Road                          | Фуріоса                    |
| 2016 | ф  | Мисливець і Снігова королева              | The Huntsman                                | Равенна                    |
| 2016 | ф  | Останнє обличчя                           | The Last Face                               | Рен Петерсен               |
| 2016 | мф | Кубо і легенда самурая                    | Kubo and the Two Strings                    | Мавпа (голос)              |
| 2017 | ф  | Атомна блондинка                          | Atomic Blonde                               | Лоррейн Бротон             |
| 2017 | ф  | Форсаж 8                                  | Fast 8                                      | Сайфер                     |
| 2018 | ф  | Таллі                                     | Tully                                       | Марло                      |
| 2018 | ф  | Небезпечний бізнес                        | Gringo                                      | Елейн Маркінсон            |
| 2019 | ф  | Божевільна парочка                        | Long Shot                                   | Шарлотта Філд              |
| 2019 | мф | Родина Адамсів                            | The Addams Family                           | Мортіша Аддамс (голос)     |
| 2019 | ф  | Сенсація                                  | Bombshell                                   | Мегін Келлі                |
| 2020 | ф  | Стара гвардія                             | The Old Guard                               | Енді / Андромаха зі Скіфії |
| 2021 | ф  | Форсаж 9                                  | Fast & Furious 9                            | Сайфер                     |
| 2021 | мф | Родина Адамсів 2                          | The Addams Family 2                         | Мортіша Адамс (голос)      |
| 2022 | ф  | Доктор Стрендж у мультивсесвіті божевілля | Doctor Strange in the Multiverse of Madness | Клеа                       |
| 2022 | ф  | Школа добра і зла                         | The School for Good and Evil                | леді Лессо                 |
| 2023 | ф  | Форсаж 10                                 | Fast X                                      | Сайфер                     |
| 2025 | ф  | Стара гвардія 2                           | The Old Guard 2                             | Енді / Андромаха зі Скіфії |
| 2026 | ф  | Одіссея                                   | The Odyssey                                 | Кірка                      |

### Серіали
| Рік  |    | Українська назва                  | Оригінальна назва              | Роль                                               |
| ---- | -- | --------------------------------- | ------------------------------ | -------------------------------------------------- |
| 2000 | с  | Суботнього вечора в прямому ефірі | Saturday Night Live            | гість (Епізод: «Charlize Theron / Paul Simon»)     |
| 2005 | с  | Уповільнений розвиток             | Arrested Development           | Ріта (5 епізодів)                                  |
| 2006 | мс | Робоцип                           | Robot Chicken                  | мама / офіціантка (Епізод: «Book of Corrine»)      |
| 2014 | с  | Суботнього вечора в прямому ефірі | Saturday Night Live            | гість (Епізод: «Charlize Theron / The Black Keys») |
| 2017 | с  | Орвілл                            | The Orville                    | Прія Лаваске (Епізод: «Pria»)                      |
| 2020 | с  | Принцеса-наречена                 | Home Movie: The Princess Bride | Феззік (Епізод: «Have Fun Storming The Castle!»)   |
| 2022 | с  | Хлопаки                           | The Boys                       | акторка, яка грає Штормфронт (Епізод: «Payback»)   |
| 2024 | с  | Королівські перегони Ру Пола      | RuPaul's Drag Race             | гостьова суддя (S16-E01)                           |
| 2025 | с  | Студія                            | The Studio                     | камео (Епізод: «The Promotion»)                    |

### Відеоігри
| Рік  |    | Українська назва | Оригінальна назва | Роль      |
| ---- | -- | ---------------- | ----------------- | --------- |
| 2005 | вг | Æon Flux         | Æon Flux          | Еон Флакс |

### Продюсерка
| Рік       |     | Українська назва      | Оригінальна назва                                      | Роль                               |
| --------- | --- | --------------------- | ------------------------------------------------------ | ---------------------------------- |
| 2003      | ф   | Монстр                | Monster                                                | продюсерка                         |
| 2006      | док | На схід від Гавани    | East of Havana                                         | продюсерка                         |
| 2008      | ф   | Лунатизм              | Sleepwalking                                           | продюсерка                         |
| 2008      | ф   | Палаюча рівнина       | The Burning Plain                                      | виконавча продюсерка               |
| 2011      | ф   | Бідна багата дівчинка | Young Adult                                            | продюсерка                         |
| 2013      | тф  | Гетфілди і Маккої     | Hatfields & McCoys                                     | виконавча продюсерка               |
| 2015      | ф   | Темні місця           | Dark Places                                            | продюсерка                         |
| 2016      | ф   | Два пильних погляди   | Two Eyes Staring                                       | продюсерка                         |
| 2016      | ф   | Розум у вогні         | Brain on Fire                                          | продюсерка                         |
| 2017—2019 | с   | Мисливець за розумом  | Mindhunter                                             | виконавча продюсерка (19 епізодів) |
| 2018      | ф   | Таллі                 | Tully                                                  | продюсерка                         |
| 2018      | ф   | Небезпечний бізнес    | Gringo                                                 | продюсерка                         |
| 2018      | ф   | Приватна війна        | A Private War                                          | продюсерка                         |
| 2019      | ф   | Божевільна парочка    | Long Shot                                              | продюсерка                         |
| 2019      | ф   | Загадкове вбивство    | Murder Mystery                                         | виконавча продюсерка               |
| 2019      | с   |                       | Hyperdrive                                             | виконавча продюсерка (10 епізодів) |
| 2019      | ф   | Сенсація              | Bombshell                                              | продюсерка                         |
| 2020      | ф   | Стара гвардія         | The Old Guard                                          | продюсерка                         |
| 2023      | с   |                       | Last Call: When a Serial Killer Stalked Queer New York | виконавча продюсерка (4 епізоди)   |

## Нагороди та номінації
| Нагорода                       | Рік  | Категорія                                                                | Робота                           | Результат                                                   | Прим.  |
| ------------------------------ | ---- | ------------------------------------------------------------------------ | -------------------------------- | ----------------------------------------------------------- | ------ |
| Оскар                          | 2004 | Найкраща жіноча роль                                                     | «Монстр»                         | Перемога                                                    | [ 16 ] |
| Оскар                          | 2006 | Найкраща жіноча роль                                                     | «Північна країна»                | Номінація                                                   | [ 17 ] |
| Оскар                          | 2020 | Найкраща жіноча роль                                                     | «Сенсація»                       | Номінація                                                   | [ 18 ] |
| БАФТА                          | 2005 | Найкраща жіноча роль                                                     | «Монстр»                         | Номінація                                                   | [ 19 ] |
| БАФТА                          | 2006 | Найкраща жіноча роль                                                     | «Північна країна»                | Номінація                                                   | [ 20 ] |
| БАФТА                          | 2020 | Найкраща жіноча роль                                                     | «Сенсація»                       | Номінація                                                   | [ 21 ] |
| Золотий глобус                 | 2004 | Найкраща жіноча роль — драма                                             | «Монстр»                         | Перемога                                                    | [ 22 ] |
| Золотий глобус                 | 2005 | Найкраща жіноча роль другого плану в серіалі, мінісеріалі або телефільмі | «Життя і смерть Пітера Селлерса» | Номінація                                                   | [ 22 ] |
| Золотий глобус                 | 2006 | Найкраща жіноча роль — драма                                             | «Північна країна»                | Номінація                                                   | [ 22 ] |
| Золотий глобус                 | 2012 | Найкраща жіноча роль — комедія або мюзикл                                | «Бідна багата дівчинка»          | Номінація                                                   | [ 22 ] |
| Золотий глобус                 | 2019 | Найкраща жіноча роль — комедія або мюзикл                                | «Таллі»                          | Номінація                                                   | [ 22 ] |
| Золотий глобус                 | 2020 | Найкраща жіноча роль — драма                                             | Сенсація                         | Номінація                                                   | [ 22 ] |
| Еммі                           | 2005 | Найкраща жіноча роль другого плану в мінісеріалі або телефільмі          | «Життя і смерть Пітера Селлерса» | Номінація                                                   |        |
| Премія Гільдії кіноакторів США | 2000 | Найкращий акторський склад у кіно                                        | «Правила виноробів»              | Номінація                                                   |        |
| Премія Гільдії кіноакторів США | 2004 | Найкраща жіноча роль                                                     | Монстр                           | Перемога                                                    |        |
| Премія Гільдії кіноакторів США | 2005 | Найкраща жіноча роль у мінісеріалі або телефільмі                        | «Життя і смерть Пітера Селлерса» | Номінація                                                   |        |
| Премія Гільдії кіноакторів США | 2006 | Найкраща жіноча роль                                                     | «Північна країна»                | Номінація                                                   |        |
| Премія Гільдії кіноакторів США | 2020 | Найкраща жіноча роль                                                     | Сенсація                         | Номінація                                                   |        |
| Премія Гільдії кіноакторів США | 2020 | Найкращий акторський склад у кіно                                        | Сенсація                         | Номінація                                                   |        |
| Супутник                       | 2000 | Найкраща жіноча роль другого плану — кінофільм                           | «Правила виноробів»              | Номінація                                                   |        |
| Супутник                       | 2011 | Найкраща жіноча роль — кінофільм                                         | «Бідна багата дівчинка»          | Номінація                                                   |        |
| Супутник                       | 2020 | Найкраща жіноча роль — кінофільм                                         | «Сенсація»                       | Номінація                                                   |        |
| Кінопремія «Вибір критиків»    | 2004 | Найкраща акторка                                                         | «Монстр»                         | Перемога                                                    |        |
| Кінопремія «Вибір критиків»    | 2006 | Найкраща акторка                                                         | «Північна країна»                | Номінація                                                   |        |
| Кінопремія «Вибір критиків»    | 2012 | Найкраща акторка                                                         | «Бідна багата дівчинка»          | Номінація                                                   |        |
| Кінопремія «Вибір критиків»    | 2016 | Найкраща акторка                                                         | «Шалений Макс: Дорога гніву»     | Номінація                                                   |        |
| Кінопремія «Вибір критиків»    | 2016 | Найкраща акторка в екшн-фільмі                                           | «Шалений Макс: Дорога гніву»     | Перемога                                                    |        |
| Кінопремія «Вибір критиків»    | 2019 | Найкраща комедійна акторка                                               | «Таллі»                          | Номінація                                                   |        |
| Кінопремія «Вибір критиків»    | 2020 | Найкраща акторка                                                         | «Сенсація»                       | Номінація                                                   |        |
| Кінопремія «Вибір критиків»    | 2020 | Найкращий акторський склад                                               | «Сенсація»                       | Номінація                                                   |        |
| Critics' Choice Super Awards   | 2021 | Найкраща акторка в супергеройському фільмі                               | «Стара гвардія»                  | Номінація                                                   |        |
| Берлінський кінофестиваль      | 2004 | Премія «Срібний ведмідь» за найкращу жіночу роль                         | «Монстр»                         | Перемога                                                    |        |
| Незалежний дух                 | 2004 | Найкраща жіноча роль                                                     | «Монстр»                         | Перемога                                                    |        |
| Незалежний дух                 | 2004 | Найкращий повнометражний дебют                                           | «Монстр»                         | Перемога                                                    |        |
| Сатурн                         | 1999 | Найкраща акторка другого плану                                           | «Могутній Джо Янг»               | Номінація                                                   |        |
| Сатурн                         | 2009 | Найкраща акторка другого плану                                           | «Хенкок»                         | Номінація                                                   |        |
| Сатурн                         | 2010 | Найкраща акторка                                                         | «Палаюча рівнина»                | Номінація                                                   |        |
| Сатурн                         | 2013 | Найкраща акторка другого плану                                           | «Білосніжка та мисливець»        | Номінація                                                   |        |
| Сатурн                         | 2016 | Найкраща акторка                                                         | «Шалений Макс: Дорога гніву»     | Перемога                                                    |        |
| Сатурн                         | 2021 | Найкраща акторка                                                         | «Стара гвардія»                  | Номінація                                                   |        |
| MTV Movie & TV Awards          | 2004 | Найкраща жіноча роль                                                     | «Монстр»                         | Номінація                                                   |        |
| MTV Movie & TV Awards          | 2004 | Найкращий поцілунок                                                      | «Монстр»                         | Номінація (разом з Крістіною Річчі)                         |        |
| MTV Movie & TV Awards          | 2016 | Найкраща жіноча роль                                                     | «Шалений Макс: Дорога гніву»     | Перемога                                                    |        |
| MTV Movie & TV Awards          | 2016 | Найкращий герой                                                          | «Шалений Макс: Дорога гніву»     | Номінація                                                   |        |
| MTV Movie & TV Awards          | 2016 | Найкраща бійка                                                           | «Шалений Макс: Дорога гніву»     | Номінація (разом з Томом Гарді)                             |        |
| MTV Movie & TV Awards          | 2018 | Найкраща бійка                                                           | «Атомна блондинка»               | Номінація (разом з Денієлом Гаргрейвом і Грегом Рементером) |        |